# Церква Святителя Іоана Рильського та Святої Великомучениці Варвари
Церква Святителя Іоана Рильського та Святої Великомучениці Варвари — православний храм у Києві у Передмостовій слобідці, збудований 1909 року, закритий 1935 року. Був розташований поряд з теперішнім правобічним з'їздом з мосту Метро на Венеційський острів.

## Історія храму
Поселення Передмостова слобідка наприкінці XIX ст. вже налічувало близько 1000 садиб, тому ще 1899 року мешканці почали клопотатися про спорудження парафіяльного храму. Однак місце, яке пропонувалося мешканцями, не задовольнило Господарче управління Синоду; проблема ще й ускладнювалася тим, що Передмостова слобідка була щільно забудована. Нарешті, у грудні 1907 року мешканців повідомили, що заперечень щодо побудови храму немає. Однак необхідно було підвищити місце спорудження майбутнього храму на 5 метрів, щоб храм не заливався при повені.
3 травня 1909 року відбулося урочисте закладення храму Святителя Іоана Рильського та Святої Великомучениці Варвари. Будівництво йшли швидко і вже 7 грудня 1909 року храм було освячено. Будувався храм коштом мешканки Петербурга Варвари Бобрикової, яка таким чином увічнила пам'ять її покійного чоловіка — Іоана.
Храм став центром доволі значної парафії — населення Передмостової слобідки тоді вже становило 10,7 тис.осіб.

## Закриття та знищення храму
Проте церкві Святителя Іоана Рильського та Святої Великомучениці Варвари випало недовге життя: вже в квітні 1935 році згідно з рішенням Київради будівлю тоді вже закритого храму осквернено, перетворено на гуртожиток. Подальша доля храму невідома. Можливо, сталося те, що сталося із церквою Св. Єлизавети — будівля загинула восени 1943 року, під час відступу нацистських окупаційних військ.